# Гессен, Эстер Яковлевна
Эстер Яковлевна Гессен (урождённая Гольдберг, 5 января 1923, Белосток, Польская Республика — 8 сентября 2014, Москва) — советская переводчица и мемуаристка.

## Биография
Родилась в Белостоке, в интеллигентной еврейской семье. В 1938 году окончила гимназию, где все предметы преподавались только на иврите, после чего поступила в лицей с двухгодичным сроком обучения.
В сентябре 1939 года Белосток был оккупирован вермахтом, однако менее чем через месяц уступлен Советскому Союзу. В 1940 году Эстер переезжает в Москву, поступает в МИФЛИ, работает в журнале «Советская литература». За несколько дней до нападения Германии на СССР, отец был арестован, а мать сослана в колхоз на территории Алтайского края, где месяц спустя приговорена к 10 годам ИТУ по оговору за «религиозную пропаганду». После захвата Белостока немцами, отец оказался в гетто, где и погиб. Мать в ноябре 1941 года освобождена из-под стражи в связи с амнистией.
Осенью 1941 года работала водителем грузовика по снабжению ополченцев, рывших окопы на подступах к Москве. В конце ноября 1941 года эвакуирована с курсом МГУ (в состав которого вошёл МИФЛИ) в Ашхабад, где параллельно с учёбой работала в Горэнерго — проверяла показания счётчиков в квартирах местного населения. Весной 1942 году получила письмо от матери из Бийска, после чего переехала к ней. Работала формовщицей на сталелитейном заводе, затем в цехе розлива спиртоводочного завода. С работы была уволена из-за отказа стать осведомителем НКВД. В 1943 года вместе с матерью арестована за отказ оформлять советское гражданство. Спустя 3 недели ареста они согласились получить советские паспорта, после чего были освобождены. В 1944 году первый раз вышла замуж, вернулась в Москву, восстановилась на филфаке МГУ, и 25 декабря стала матерью, после чего забрала свою мать жить к себе.
В 1948 году окончила МГУ, долго не могла найти работу из-за пятой графы. Год спустя устроилась переводчицей в журнал «Советская литература». Развод с первым мужем состоялся в 1958 году. Второй раз замуж вышла в конце 1960 года. В 1992 году вышла на пенсию после закрытия журнала «Советская литература», и стала работать над книгой воспоминаний.
В 1998 году в Польше на польском языке вышла книга воспоминаний «Белосток — Москва», в России на русском опубликованная впервые в 2014 году.
Помимо родного идиша, свободно владела русским, польским, ивритом и английским языками.
В переводах Эстер Гессен вышли популярные книги Зенона Косидовского «Библейские сказания» и «Сказания евангелистов», монографии Ежи Коссака «Экзистенциализм в философии и литературе» и Я. Липинской и М. Марциняка «Мифология Древнего Египта», произведения Игоря Неверли, Марии Конопницкой, Яна Рудского, Кристины Паёнковой, Юзефа Щепанского, Тадеуша Ружевича (повесть «Грех»), Зофьи Посмыш (повесть «Пассажирка»), Богдана Когута, Ежи Анджеевского.
Скончалась 8 сентября 2014 года.

## Семья
- Отец — Якуб (Яков Нохимович) Гольдберг (?—1941), банкир.
- Мать — Белла Натановна Гольдберг (? — 02.09.1959), преподаватель польского языка в частной еврейской гимназии.
- Первый супруг — Борис Арнольдович Гессен (1919—1980), сын пушкиниста А. И. Гессена[5].
  - Сын — Александр Борисович Гессен (род. 25.12.1944), программист, предприниматель.
    - Внучка — Маша Гессен (род. 1967), журналистка, писательница, руководитель русской службы радио «Свобода» (2012—2013).

  - Дочь — Елена Борисовна Гессен (род. 24.04.1953), переводчица, редактор.
- Второй супруг — Сергей Николаевич Виноградов, инженер-мостостроитель.
  - Сын — Леонид Сергеевич Виноградов (род. 07.07.1964), православный журналист, постоянный автор Правмира, духовный писатель[6].

## Переводы
- Косидовский З. Сказания евангелистов / Пер. с польск. Э. Я. Гессен; Послесл. и примеч. И. С. Свенцицкой. — 4-е изд. — М.: Политиздат, 1987. — 256 с. — (Библиотека атеистической литературы). — 200 000 экз.
- Косидовский З. Библейские сказания: Книги Ветхого и Нового Завета глазами историка / Пер. с польск. Э. Гессен, Ю. Мирской. — СПб.: Искусство-СПб, 2005.
- Неверли И. Живая связь / Пер. с польск. Э. Я. Гессен // Иностранная литература. — 1978. — № 3.
- Конопницкая М. Сочинения: В 4-х т. / Пер. с польск.; Вступительная статья М. Рыльского; Примечания Э. Гессен. — М.: Гослитиздат, 1959. — 25 000 экз.
- Коссак Е. Экзистенциализм в философии и литературе / Пер. с польск. Э. Я. Гессен. — М.: Политиздат, 1980.
- Липинская Я., Марциняк М. Мифология Древнего Египта / Пер. с польск. Э. Я. Гессен; Коммент. О. И. Павловой, Н. А. Померанцевой. — М.: Искусство, 1983.